# Гайнов, Алексей Тимофеевич
Алексей Тимофеевич Гайнов (26 февраля 1929, Хмельники, Ярославский район — 16 ноября 2020, Новосибирск) — советский и российский математик. Кандидат физико-математических наук (1961), профессор кафедры алгебры и математической логики (1994). Специалист в области алгебры, теории колец и логики. Автор более 85 научных публикаций.

## Биография
А. Т. Гайнов родился 26 февраля 1929 года в селе Хмельники Ярославской области в крестьянской семье. Отец — Гайнов Тимофей Филиппович (1889—1953), мать — Гайнова Мария Афанасьевна (1888—1966). В 1949 году окончил школу с золотой меделью. В 1953 году он с отличием окончил физико-математический факультет Ивановского государственного педагогического института, а в 1956 году — аспирантуру того же института. В 1961 году защитил кандидатскую диссертацию по теме «Некоторые вопросы теории неассоциативных колец» под руководством А. И. Мальцева. Оппонентами на защите выступали профессора МГУ Курош Александр Геннадьевич и Скорняков Лев Анатольевич.
В 1956—1959 годах А. Т. Гайнов работал старшим преподавателем в Омском государственном педагогическом институте. С 1959 года он перешёл на работу в Институт математики Сибирского отделения АН СССР/РАН по приглашению его учителя А. И. Мальцева. Начинал с должности младшего научного сотрудника, был ученым секретарём с 1961 года и старшим научным сотрудником лаборатории теории колец с 1967 года.
С 1960 года А. Т. Гайнов работал в Новосибирском государственном университете в качестве ассистента, доцента (1961) и профессора (1992) кафедры алгебры и математической логики, а с 1996 года — профессора кафедры высшей математики физического факультета. Читал на ММФ и ФФ курсы: «Высшая алгебра», «Теория чисел», «Высшая алгебра и аналитическая геометрия». Также преподавал математику в ФМШ с 1972 до 2012 года.
В 1994 году ему было присвоено ученое звание профессора по кафедре алгебры и математической логики.
Руководил защитой одной кандидатской диссертации.

## Научная деятельность
Основными направлениями научной деятельности А. Т. Гайнова были развитие бинарно лиевых, монокомпозиционных алгебр и пространств антикоммутирующих матриц. Он дал характеризацию бинарно лиевых алгебр и алгебр с ассоциативными степенями с помощью независимой системы тождеств. Большой цикл работ был посвящён теории введенных им монокомпозиционных алгебр. Исследованы свойства этих алгебр, в частности, показано, что все изоморфизмы конечномерных монокомпозиционных алгебр с единицей являются ортогональными.
А. Т. Гайнов ввёл понятие максимального пространства антикоммутирующих матриц в полной матричной алгебре над полем и дал конструкцию некоторых таких пространств. Он поставил проблему классификации максимальных пространств антикоммутирующих матриц и построил три бесконечные серии таких пространств.

## Награды
- Награждён медалью «За доблестный труд. В ознаменование 100-летия со дня рождения В. И. Ленина» (1970)[9].
- Лауреат премии Фонда Дмитрия Зимина «Династия» в номинации «Учитель, воспитавший ученика» (2006)[2].